# Priseaca, Dâmbovița
Priseaca este un cartier al municipiului Târgoviște din județul Dâmbovița, România.
 Acest articol despre o localitate din județul Dâmbovița este deocamdată un ciot. Puteți ajuta Wikipedia prin completarea lui.